# Cinchonisme
Le cinchonisme est un effet indésirable du traitement du paludisme par la quinine et les alcaloïdes du quinquina, associant acouphènes et hyperacousie (sensation douloureuse d'une augmentation de la perception des sons), vertiges, céphalées, nausées, troubles de la vision (amaurose : baisse d'acuité visuelle sans lésion anatomique décelable), et risque d'anémie hémolytique aiguë compliquée ou non d'insuffisance rénale aiguë dont le mécanisme n'est pas connu.